# Eastman Kodak
Az Eastman Kodak Company (röviden Kodak) egy fotográfiára szakosodott amerikai multinacionális vállalat, nyílt részvénytársaság. Több történelmi jelentőségű fényképezőgép, film és egyéb fényképészeti technikai eszköz, újítás fűződik a cég kutatóinak nevéhez. A Kodak ma a világ legnagyobb fotográfiai eszközöket forgalmazó cége, csak digitális kamerából évente több mint 7 millió darabot ad el, megelőzve a Canont (5 millió), illetve a Sonyt (4,8 millió eladott digitális kamera).

## Története
A céget George Eastman feltaláló és Henry Strong üzletember alapította Eastman Dry Plate Company néven 1881-ben. Az elsősorban az amatőr felhasználók célközönségére specializálódott cég üzleti terve azon az ötleten alapult, hogy ne legyen szükséges kémiai tudás a fotografáláshoz, hogy bárki képes legyen fényképet készíteni. Kezdetnek 1885-ben piacra dobták a brómezüst alapanyagú papírnegatív tekercset és az ehhez tartozó kazettát. Ez korszakalkotó lépés volt, hiszen nagy tömegek számára vált lehetővé, hogy könnyen és viszonylag olcsón amatőr képeket készíthessenek.
A vállalkozásnak a Kodak nevet Eastman adta, melyet így magyarázott:
Mindig is tetszett a K betű. Erős és kifejező. Olyan nevet akartam, ami k-val kezdődik, és k-val végződik, egy sajátos anagramma, amiről mindenkinek ugyanaz a dolog jut eszébe.
Eastman rögeszméje az volt , hogy „olyan könnyűvé kell tenni a fényképezőgépet, mint amilyen a ceruza”. A Kodak által kínált viszonylag könnyű kézi kamera 25 dollárba került. Ebben száz felvételre elegendő nyersanyagot helyeztek el, és a vásárlónak annyi dolga volt, hogy felhúzta a zárat és exponált. A felvételeket a géppel együtt vissza kellett juttatni, és a betelt filmet már a vállalat hívta elő. A képeket postafordultával 10 dollár munkadíj megfizetése után a fotózásra újra alkalmas géppel együtt kapta vissza tulajdonosa.
Ennek nyomán nyitotta meg 1888-ban a cég a világ első előhívólaborjait, miáltal az embereknek már nem maguknak kellett előhívniuk képeiket, hanem egy profi csapatból álló stáb készítette el, mely egyben garantálta azt is, hogy nem megy tönkre kép az előhívás során. Saját képeiket ezután már csak a profi vagy műkedvelő (amatőr) fényképészek hívták elő otthoni laborjaikban.
A cég első saját gépe a rollfilmes Kodak box kamera olyan sikeres volt, hogy saját nevét is megváltoztatta Eastman Dry Plate Company-ról Eastman Kodak Company-ra. Későbbi kamerái közül a Brownie és az Instamatic típusú fényképezőgépek átütő világsikert értek el, a Brownie-k közel 60 éven át az egyik legnépszerűbb géptípusnak számítottak.
Az 1980-as évek-ben a cég beszállt a Polaroid típusú instantgépek gyártásába. Saját géptípusa, illetve az eljárás, mellyel a szerkezet a képet rögzítette, olyannyira hasonlított a Polaroid Corporation által gyártott termékekhez, hogy az pert indított ellene, lopással vádolva meg a céget. Az ítélethirdetés 1986. január 9-én történt, a bíróság a Polaroid Corporation javára döntött, a Kodaknak jelentős bírságot kellett fizetnie, és azonnali hatállyal befejeznie az instantgépek gyártását és forgalmazását. A cég maradéktalanul eleget tett az ítéletnek.
A Kodak 2004. január 13-án bejelentette, hogy fokozatosan kivonul a hagyományos filmes kamerák piacáról, Észak-Amerikában és Nyugat-Európában nem gyárt több filmes kamerát. Ennek megfelelően ebben az évben mintegy 12 000-15 000 állást számolt fel, alkalmazottainak mintegy 20-25%-át bocsátva el. 2006. január 6-a óta új logója van a cégnek.
Sajnálatos módon az elkövetkezendő években az Eastman Kodak folyamatos hanyatlása figyelhető meg, amely 2011-2012-re csúcsosodott ki. Részvényeinek árfolyama folyamatosan (több mint 3 hónap időtartamra) az 1 USD kritikus szint alá süllyedt, így azokat kivonták a New York-i tőzsdéről. Ezzel sokak álma vált végleg semmivé, hogy bármilyen nyereséget vagy hasznot reméljenek az egykoron 100 USD-t is érő részvényekből. Pikantériája a történetnek, hogy voltak, akik 2-3 dolláros áron vettek sok ezer részvényt, bízva a Kodak közeljövőbeli sikerében és fellendülésében, de ők is elvesztették befektetett pénzüket.
2012-ben csődvédelmet kér Amerikában (Chapter 11), melynek időtartama 1 év, ez idő alatt kell az óriáscéget működőképessé tennie a vezetőségnek. 2010 és 2012 között számos üzletágát építette le a cég, és dolgozói nagy részétől is kénytelen volt megválni. Az anyagi problémákat a cég szabadalmainak eladásával is próbálták orvosolni, melyeket 2012. év végén 500 millió dollár körül sikerült értékesíteni. A szabadalmak vevői van – többek között – a Samsung, az Apple és a Google Inc.

## A Kodak üzletágai
A Kodak folyamatos átalakuláson és megújuláson ment át, melynek célja egy egyedülálló digitális vállalattá formálódás, alapvető üzletágai a következők:
- Hagyományos fotó üzletág
- Digitális fotó üzletág
- Grafikai üzletág / Dokumentumarchiválás üzletág
- Egészségügyi üzletág
- Mozifilm üzletág

Ezen tradicionális üzletágak 2009-ben a következőképpen néztek ki:
- Grafikai üzletág / Dokumentumarchiválás üzletág
- Digitális és hagyományos fotó üzletág
- Mozifilm üzletág

2013-ban a cég üzletágai:
- Grafikai üzletág (ipari digitális nyomtatás és csomagolóanyagok nyomtatása)
- Dokumentumarchiválás üzletág (eladás alatt)
- Digitális és hagyományos fotó üzletág (eladás alatt)
- Mozifilm üzletág (megszűnőben)

## A Kodak Magyarországon
A huszadik század első éveiben (1912) örvendetesen az egyre növekvő kelet-európai és oroszországi fotópapír igények kielégítésére felvetődött a Kodak akkori gyártási kapacitásainak bővítése. George Eastman kapcsolatba került Kenneth Mees-szel, akinek akkor már kisebb lemezöntő gyára működött Magyarországon. George Eastman felvásárolta Mees cégeit, így merült fel a magyarországi üzem létesítésének ötlete. Egy évvel később a magyarországi Kodak gyár létrehozásának helyszíneként először Hűvösvölgy vetődött fel, majd a kedvező infrastruktúra miatt (országút, vasútvonal, vízi útvonal) mégis Vác mellett döntöttek. Még abban az évben megkezdődött az építkezés. Az I. világháború kitöréséig felépült az első víztorony, a gépház, a baritáló épület és a gépészlakás.
Az ötlettől a megvalósulásig 10 év telt el, amikor 1922 márciusában ünnepélyes keretek között megnyitották a Kodak váci gyárát. A termelés angol vezetés mellett 48 fővel indult el. 1939-ben a váci Kodak gyár már 160 főt foglalkoztatott, és évi egymillió négyzetméter fotópapírt gyártott. A háború után, 1947. június 30-án az Eastman Kodak megvált váci gyárától, és azt a Magyar Általános Hitelbanknak értékesítette. Ezután a gyár a Forte égisze alatt működött tovább.
Az Eastman Kodak és a Fotex Első Amerikai-Magyar Fotószolgáltatási Kft. 1987-es megállapodásának eredményeként a Fotex lett a Kodak termékek magyarországi kizárólagos forgalmazója. 1991-ben megalakult a Kodak Kft. A Kodak nemzetközi erőforrásaira támaszkodva állt ügyfeleinek rendelkezésére mindazon üzleti területeken, ahol a Kodak aktívan jelen volt: amatőr és professzionális fotográfiai termékek, fénymásoló és archiváló berendezések, nyomdaipari nyersanyagok és berendezések. A Kodak egészségügyi és röntgendiagnosztikai termékek forgalmazását azonban továbbra sem közvetlenül értékesítették, hanem disztribútorok végezték. Ebben az évben a Kodak által forgalmazott berendezések teljes körű szervizelése is beindult hazánkban.
A Gretag és a Noritsu minilaborgyártók kizárólagos forgalmazójaként a Kodak Kft. 1991-ben megkezdte a minilabor berendezések forgalmazását és teljes körű szervizelését. Ugyanebben az évben a cég átvette az IBM Magyarország Kft-től az IBM fénymásolók karbantartási és szervizelési feladatait, valamint megkezdte a dokumentumarchiváló mikrográfiai készülékek és dokumentumszkennerek értékesítését. Ebben az évben elkezdődött a világ legnagyobb, önálló minilaborokból álló fotóhálózatának, a Kodak Express boltoknak magyarországi terjeszkedése.
A Kodak Kft. 1992-ben a budapesti Kongresszusi Központban egy nagyszabású rendezvény keretében mutatkozott be leendő vevői és a szakma prominens tagjai előtt. Egy évvel később a folyamatos bővülésnek köszönhetően a cég székhelye két (Budapest XII. és XIII. kerületi) irodahelyiségéből egy modern irodaházba költözött, a III. ker. Tímár utcai Amfi Centerbe, amelynek szinte teljes területét kibérelte. A Kodak Kft. és a Fotex Rt. vegyesvállalataként létrejött a Proficolor Kft. a hajdani Ofotért hálózatként ismert boltok üzemeltetésére, de egy évvel később a Kodak Kft. kilépett a Proficolor Kft.-ből. 1995-ben megnyílt a Kodak Express franchise hálózat 50. boltja hazánkban. 
Az első nagy hazai törés 1996-ban következett be, amikor a fénymásolókat forgalmazó üzletág kivált a Kodak Kft. kötelékéből, és önállóan, a Danka Kft. keretein belül forgalmazta termékeit. Ezzel a cég gyakorlatilag kettévált, hiszen dolgozóinak fele a Dankához került. A dokumentumarchiválásra szakosodott készülékek (dokumentumszkennerek és archiváló szoftverek) kereskedelmi jogát 1997-ben átadta a DICOM – előtte ELSAT Kft. – részére európai, s így magyarországi viszonylatban is. Ez évtől a Kodak Kft. már közvetlenül nem forgalmazta ezeket a termékeket sem. A mikrográfiai (mikrofilm berendezések) termékek kereskedelmi jogát a PEDRO Kft. vette át.
1999-ben az Eastman Kodak és a Sun Chemical vegyesvállalata, a Kodak Polychrome Graphics megnyitotta budapesti képviseleti irodáját a Kodak nyomdai termékek forgalmazására. Még ebben az évben a Kodak Kft. sárvári fióktelepe, a Flextronics Rt.-vel kötött megállapodása alapján beindította a Kodak egyszer használatos fényképezőgépek magyarországi gyártását Sárváron, az ipari parkban.
A Kodak mint a legnagyobb mozifilm nyersanyag gyártó és forgalmaz vállalat 2002 februárjában elindította mozifilm-laboratóriumát Budapesten Kodak Cinelabs Hungary néven. Ez a projekt az egykori váci Kodak gyár létesítése óta a legnagyobb magyarországi beruházás volt. A budapesti filmlabor a 3. Kodak mozifilmlabor a világon. Üzemeltető partnerük a Focus Fox Digitális utómunka-stúdió volt, így egy épületben, világszínvonalú és komplett mozifilmlabor-szolgáltatásokkal tudták a filmkészítőket segíteni munkájukban – a negatívhívástól, a digitális trükkökön keresztül egészen a kópiakészítésig. "Ehhez a tekintélyes sorhoz hozzátéve még a mozifilm nyersanyagainkat láthatjuk, hogy a Kodak elkötelezett, hosszútávú és aktívan jövő építő együttműködésre törekszik a Magyar filmiparral" – nyilatkozták akkoriban.
Az amerikai székhelyű Eastman Kodaknak azonban ekkor már súlyos financiális problémái voltak, ezért 2006-ban a hagyományos és digitális fényképészeti üzletágainak kereskedelmi jogát is átadta a Műszertechnika csoportnak. 2007 januárjától a Kodak Kft. két hivatalos magyarországi üzletága már csak a mozifilm (Entertaintment Imaging) és a dokumentumarchiválás (Document Imaging) területén volt jelen aktívan. A mozifilm üzletágában végbemenő digitális forradalom hatására a Kodak világszerte elveszítette a ügyfélbázisát. Már nemcsak a nagyszabású filmeket készítették digitális hordozókra, de a kisebb stúdiók is "leálltak" a hagyományos film alapú forgatásról. Ezért a mozifilmre szakosodott üzletága is megszűnt, amely magával húzta az egykori, 160 fővel induló magyarországi céget, és a Kodak Kft. megszűnt.
A gazdasági csőd miatt folyamatosan átalakulni és csökkenni kényszerülő Eastman Kodak az egyetlen hazánkban képviselt üzletágát, a dokumentumarchiválási részleget el-, illetve átadta egy, az anyagcéghez közelálló, londoni bázisú financiális cégcsoportnak, amely londoni székhellyel megalapította a Kodak Alaris céget.